# Tympanocryptis petersi
Tympanocryptis petersi — вид ігуаноподібних ящірок родини агамових (Agamidae). Ендемік Австралії. Вид названий на честь німецького герпетолога Вільгельма Петерса. Описаний у 2019 році.

## Поширення і екологія
Tympanocryptis petersi мешкають на півдні і сході Південної Австралії, на північному заході Вікторії та на крайньому заході Нового Південного Уельсу, від містечка Венус-Бей на півострові Ейр до озера Фром. Вони живуть на відкритих луках, в чагарниках та навколо солоних озер.